# Ketapang
Ketapang là thành phố thủ phủ của huyện Ketapang (Kabupaten Ketapang). Ketapang có tọa độ 1°51′N 109°59′Đ / 1,85°N 109,983°Đ, trên đảo Borneo của Indonesia. Thành phố này nằm trong đông bằng châu thổ sông Pawan.
Kinh tế thành phố này chủ yếu là sản xuất dầu cọ, cao su và gỗ.

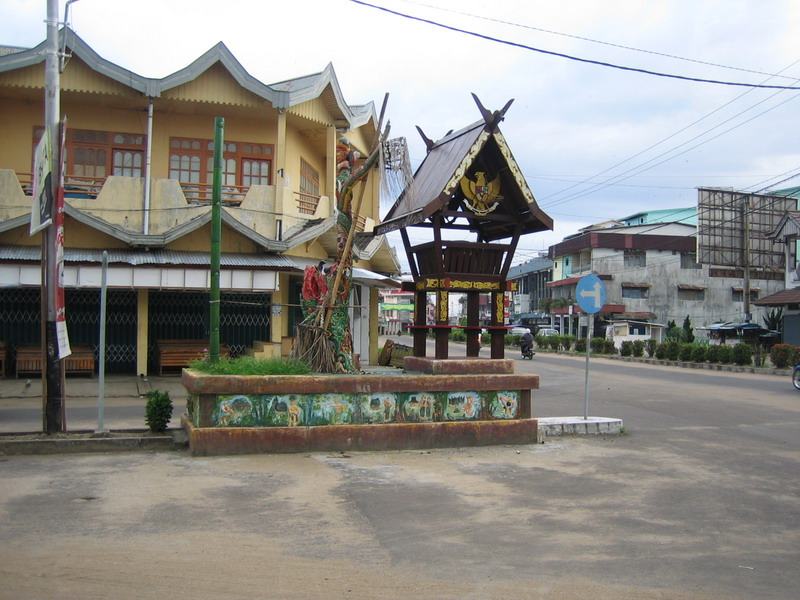
Thành phố Ketapang và Tugu Tolak Bala

Thành phố này có 37 trường phổ thông trung học, 1 trường đại học (Universitas Terbuka). Một trường bách nghệ được khai trương năm 2008. Thành phố này có 2 bệnh viện (RSUD Agoesdjam (bệnh viện công) và RS Fatima (bệnh viện tư).
Theo số liệu điều tra dân số năm 2004, thành phố Ketapang có 473.880 dân, trong đó có 217.885 nam và 205.931 nữ. Ketapang có một cộng đồng đa số người Indonesia và một cộng người Hán thiểu số, ngoài ra còn có người Madurese, người Java.

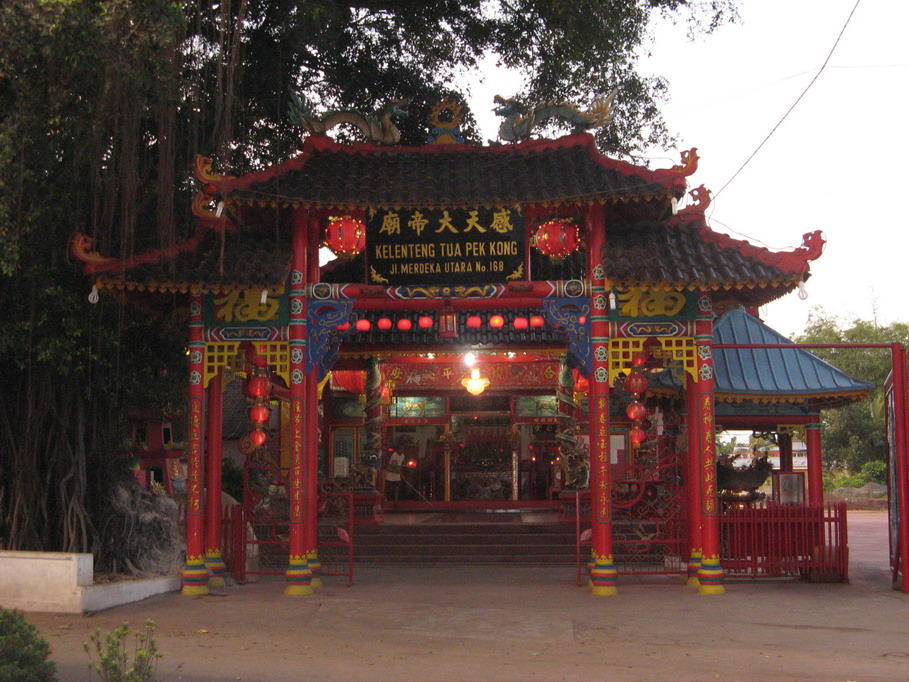
Kelenteng Tua Pek Kong

## Giao thông
Ketapang có Sân bay Ketapang (Sân bay Rahadi Osman) kết nối với Pontianak và Semarang thông qua Pangkalan Bun.
Cũng có tàu biển nối thành phố này với Pontianak.

## Nhân vật
- Hamzah Haz, cựu tổng tống Indonesia, sinh ra ở Ketapang.